# Candiota
Candiota is een gemeente in de Braziliaanse deelstaat Rio Grande do Sul. De gemeente telt 8.576 inwoners (schatting 2009).

## Aangrenzende gemeenten
De gemeente grenst aan Aceguá, Bagé, Hulha Negra, Pedras Altas en Pinheiro Machado.